# Primaluna
Primaluna (lombardul: Premaluna vagy La Piev) település Olaszországban, Lombardia régióban, Lecco megyében. Lakosainak száma 2259 fő (2023. január 1.). Primaluna Cortenova, Esino Lario, Introbio, Pasturo, Premana, Casargo, Crandola Valsassina és Lierna községekkel határos.

## Népesség
A település lakossága az elmúlt években az alábbi módon változott:
| Lakosok száma | 2270 | 2258 | 2259 |
|               | 2017 | 2018 | 2023 |